# Casasimarro
Casasimarro egy község Spanyolországban, Cuenca tartományban. Casasimarro Alarcón, El Picazo, Villanueva de la Jara, Quintanar del Rey és Villalgordo del Júcar községekkel határos. Lakosainak száma 3205 fő (2024).

## Népesség
A település népessége az utóbbi években az alábbiak szerint változott:
| Lakosok száma | 3043 | 3045 | 3073 | 3347 | 3344 | 3175 | 3113 | 3084 | 3089 | 3205 |
|               | 2001 | 2004 | 2006 | 2009 | 2011 | 2014 | 2016 | 2019 | 2021 | 2024 |